# オビエド大聖堂
オビエド大聖堂（スペイン語: Catedral de Oviedo）は、スペイン・アストゥリアス州オビエドにあるローマ・カトリックの大聖堂。正式名称はサン・サルバドール大聖堂（スペイン語: Catedral de San Salvador）。

## 歴史
781年、アストゥリアス王フルエーラ1世の時代に建設が開始され、802年に息子のアストゥリアス王アルフォンソ2世に引き継がれた。アルフォンソ2世はオビエドをアストゥリアス王国の首都に定めた国王であり、オビエドに宮廷を建設して居住した。アルフォンソ2世は810年にオビエド大司教区を設立している。
12世紀にはペラギウス大司教によって修復が行われた。13世紀末にはフェルナンド・アルフォンソ大司教によってさらなる修復が行われ、14世紀初頭にはフェルナンド・アルバレス大司教によって回廊が建設された。1388年にはトレドのグティエレによって建物が追加され、1528年にはフランシスコ・メンドーサ・ボバディージャ枢機卿によって鐘楼が建設された。
1931年には重要文化財(BIC)に指定された。1998年には「オビエド歴史地区とアストゥリアス王国の建築物群」がユネスコの世界遺産に登録され、オビエド大聖堂はその構成遺産となった。

## 埋葬者
- 聖エウロギウス
- アストゥリアス王フルエーラ1世とその王妃ムニア
- レオン王サンチョ1世の王妃テレサ
- アストゥリアス王アルフォンソ3世とその王妃ヒメナ
- 聖レオカディア
- 聖ペラギウス
- レオン王ガルシア1世
- アストゥリアス王オルドーニョ1世
- アストゥリアス王ラミロ1世

## ギャラリー

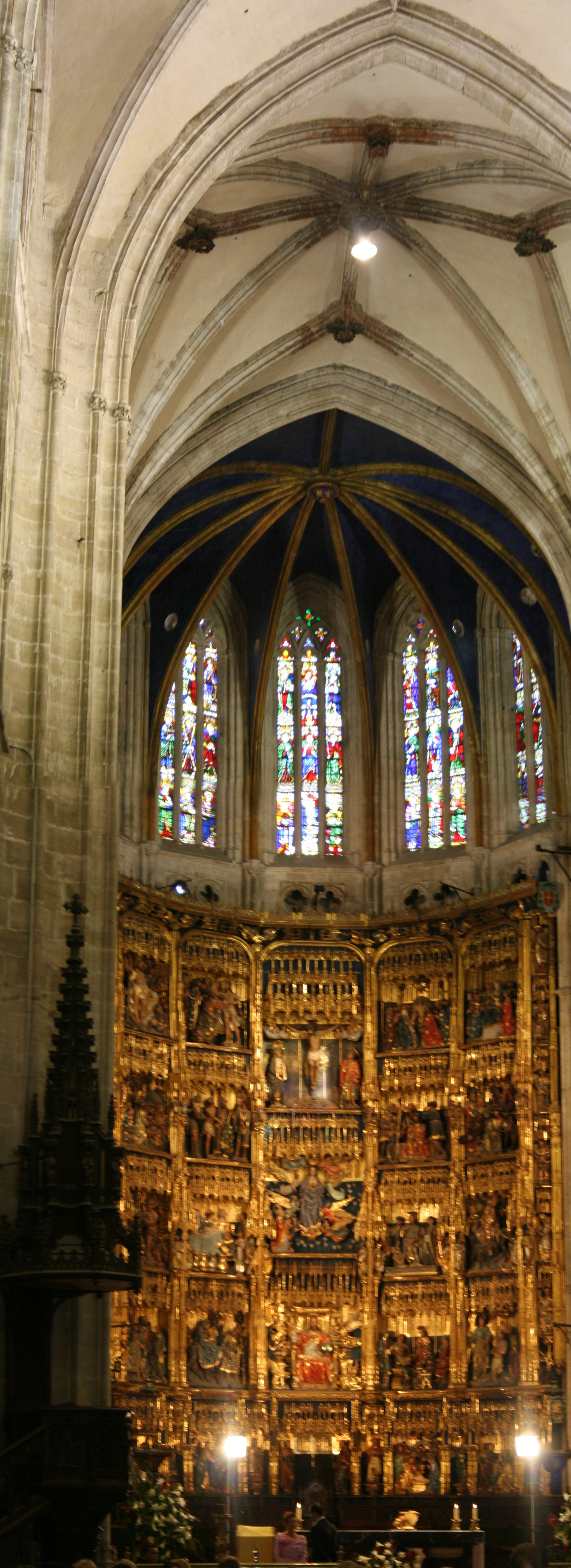
祭壇画とステンドグラス
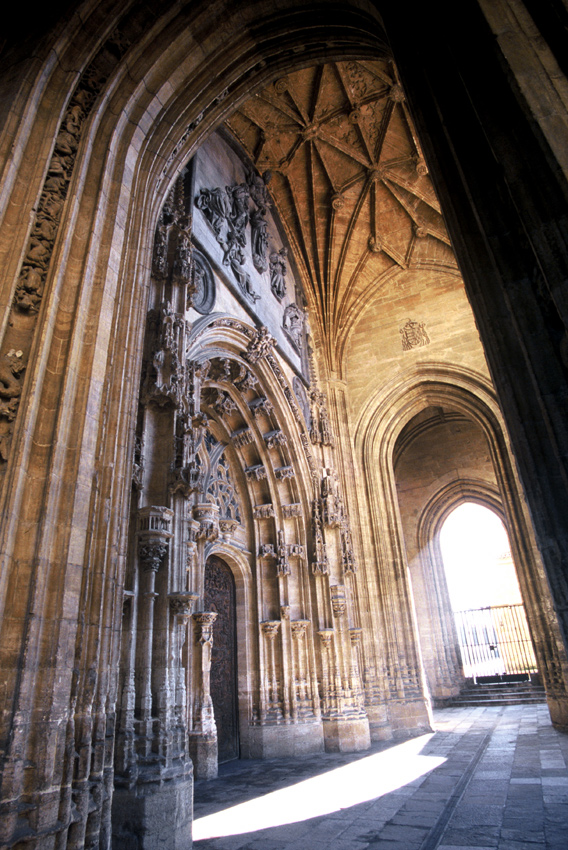
柱廊